# Bataille de Pollare
Guerre des Paysans
Batailles
- Saint-Nicolas
- 1er Boom
- Merchtem
- Zele
- Malines
- 2e Boom
- Hooglede
- Moorslede
- Zonnebeke
- 1er Diest
- 1er Louvain
- Alost
- Turnhout
- Enghien-Hal
- Hérinnes
- Audenarde
- Leuze
- 2e Louvain
- Ingelmunster
- Duffel
- Herentals
- Arzfeld
- Clervaux
- Amblève
- Stavelot
- Pollare
- Londerzeel
- Kapelle-op-den-Bos
- Bornem
- Meerhout
- 2e Diest
- 3e Diest
- Mol
- Jodoigne
- Marilles
- Beauvechain
- Hélécine
- Kapellen
- Meylem
- Hasselt

La bataille de Pollare ou bataille de Ninove a lieu lors de la guerre des Paysans.

## Déroulement
Le 1er novembre 1798, une colonne républicaine française de 1 500 hommes quitte Ath et parcourt la vallée de la Dendre. Elle s'empare de Grammont sans rencontrer d'opposition. Le 2 novembre, les Républicains rencontrent et écrasent le gros des forces insurgées à Pollare. Ils attaquent ensuite la ville de Ninove. Les rebelles, retranchés, opposent une meilleure résistance aux Français qui attaquent sur deux colonnes, mais ils sont à nouveau vaincus et subissent de lourdes pertes.